# 전설 따라 삼천리
전설 따라 삼천리는 1968년 공개된 대한민국의 영화이다.

## 배역
- 김진규
- 윤정희
- 신성일
- 김지미
- 남정임
- 이대엽
- 김정철
- 장혁
- 송미란
- 한유정
- 방인자